# سیارک ۵۳۲

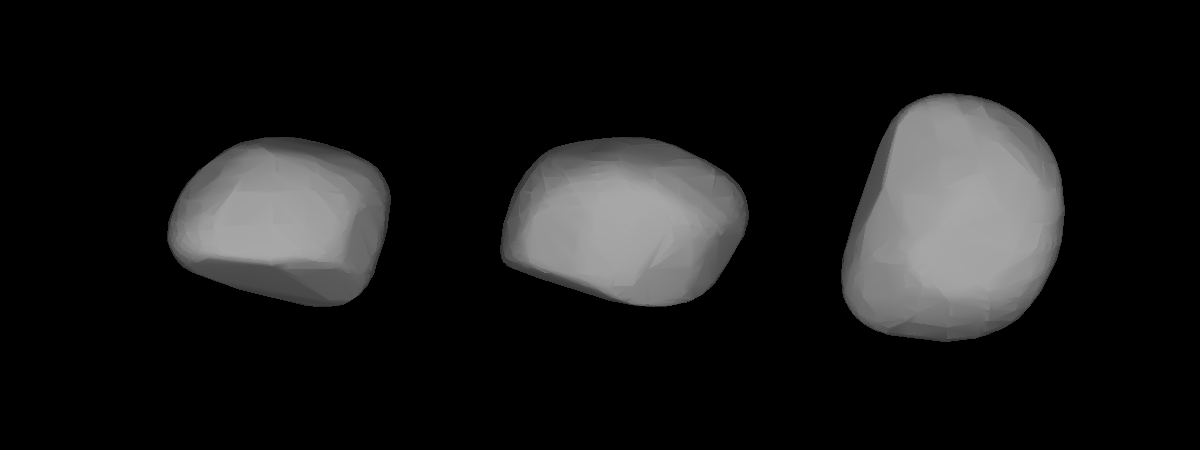
مدل سه‌بُعدی سیارک ۵۳۲ بر طبق منحنی نور آن

سیارک ۵۳۲ (به انگلیسی: 532 Herculina، نامگذاری:1904NY) پانصد و سی و دومین سیارک کشف شده‌است که در ۲۰ آوریل ۱۹۰۴ و در هایدلبرگ کشف شد.
قدر مطلق سیارک برابر ۵٫۸۱ است.